# Le Bataillon du ciel (roman)
Pour l’article homonyme, voir Le Bataillon du ciel.
Le Bataillon du ciel est un roman de Joseph Kessel paru en 1947 aux éditions Julliard. Il s'agit du cinquante-troisième ouvrage de l'auteur, rédigé en partie par son neveu Maurice Druon. Le roman est écrit en parallèle du tournage du film Le Bataillon du ciel, avec lequel il partage une trame commune.
C'est un reportage romancé qui relate les agissements du  2e régiment des parachutistes, envoyés en France juste avant le débarquement pour empêcher les forces allemandes situées en Bretagne de rejoindre le front de Normandie.

## Contexte d'écriture
Le récit du roman provient du temoignage de Pierre-Louis Bourgoin, colonel manchot que Joseph Kessel a rencontré pendant la guerre à Londres puis à Marrakech, qui avait été parachuté en Bretagne pour déstabiliser l'occupant avant le débarquement. En août 1944, le général Patton avait atteint la Bretagne et rejoint les hommes du colonel Bourgoin, dont seule la moitié avait survécu.
Joseph Kessel commence l'écriture à son retour des procès de Nuremberg auxquels il assiste pour France-Soir. Il s'agit initalement d'un scénario pour un film, écrit en collaboration avec le scénariste Marcel Rivet, ce qui lui permet de recevoir des fonds pour mener son enquête. Il prévoit des rôles pour ses amis comédiens, comme René Lefèvre et Janine Crispin mais se désintéresse du film après des changements décidés par les producteurs. Il propose par la suite à l'éditeur René Julliard l'idée d'un roman dont la parution correspondrait à la sortie du film.
Il laisse le soin de rédiger le roman à Maurice Druon, chargé de la « mise en roman » des notes rédigées par son oncle,. Ces dernières avaient déjà atteint un « fort degré de littérarisation », ce qui justifie l'attribution malgré tout à Joseph Kessel, alors dans le processus d'écriture du Tour du Malheur, de la paternité du roman. C'est le premier roman qu'il signe qu'il n'a pas entièrement rédigé. Avec l'argent reçu pour son travail de prête-plume, Maurice Druon finance son écriture des Grandes Familles. Le Bataillon du ciel paraît en 1947 aux renommées éditions Julliard.

## Resumé
Le récit retrace l'histoire en 1944 du 2e régiment des parachutistes de la France libre, qui s'entraîne dans un petit village d'Écosse. Bien qu'ils s'intègrent à la population locale, les soldats s'ennuient profondément et attendent avec impatience le combat. L'arrivée du capitaine Férane – un meneur charismatique et exemplaire, inspiré notamment de Pierre Marienne et d'autres officiers qui ont marqué Joseph Kessel – est l'occasion pour le régiment de se remobiliser.
La veille du débarquement, ils sont parachutés en Bretagne, avec une seule mission : « tenir, tenir, tenir, jusqu'à l'arrivée des alliés ». Pendant plusieurs semaines, ils désorganisent les forces allemandes présentes dans la région, aidés de la population qui les accueille et particulièrement des résistants réunis dans le maquis de Saint-Marcel,. Largement surpassés en nombre, ils montent des groupes réduits et mobiles, qui multiplient les actions de sabotage tout en restant insaisissables malgré les efforts de la Kommandantur.
Les événements qui s'énchaînent mènent progressivement « tous les personnages à leur perte ». Face à une aide qui tarde à venir, les morts parmi les parachutistes s'accumulent jusqu'à l'opération finale, la résistance face à une division allemande, la « division Oder », en route vers le front, qui conduit à la mort de la plupart des personnages principaux.

## Analyse
Dans son roman, Joseph Kessel glorifie la résistance et les forces armées françaises, en insistant sur leur moralité face aux exactions allemandes, par exemple en par rapport à la torture que les français ne pratiquent pas, contrairement aux allemands. Il reprend par ailleurs la légende portée par le général de Gaulle, qui soutient que la France s'est libérée seule : « Quand, deux mois après le débarquement, les troupes américaines arrivèrent en Bretagne, elles trouvèrent la province pratiquement libérée ». Malgré tout, à la manière d'autres auteurs ayant écrit sur la Seconde Guerre mondiale, comme Romain Gary ou André Malraux, il n'héroïse pas ses personnages.

## Réception
La mémoire de la Seconde Guerre mondiale est encore fraîche lors de la sortie du roman. On souligne que l'épisode du personnage qui trahit ses camarades sous la torture ressemble à la rumeur entourant l'histoire d'un parachutiste.
Le roman est réédité chez Fayard en 1950, avant d'être repris par Gallimard en 1961 et en 1974. En 2020, Le Bataillon du ciel fait partie des textes de Joseph Kessel sélectionnés pour intégrer la prestigieuse collection Pleiaide des éditions Gallimard,.